# شیلی ۴۶۳۶
سیارک ۴۶۳۶ (به انگلیسی: 4636 Chile، نامگذاری:1988CJ5) چهار هزار و ششصد و سی و ششمین سیارک کشف شده‌است که در ۱۳ فوریه ۱۹۸۸ کشف شد.
قدر مطلق سیارک برابر ۱۲٫۹۰ است.